# Квалификације за Европско првенство у фудбалу 2016 — група Ф
Група Ф квалификација за Европско првенство у фудбалу 2016. састојала се од шест репрезентација: Грчка, Мађарска, Румунија, Финска, Северна Ирска и Фарска Острва.
Репрезентације Северне Ирске и Румуније су као првопласиране и другопласиране репрезентације избориле директан пласман на првенство, док је као трећепласирана у групи у бараж отишла репрезентација Мађарске.

## Табела
| Табела групе Ф | Табела групе Ф | Табела групе Ф | Табела групе Ф | Табела групе Ф | Табела групе Ф | Табела групе Ф | Табела групе Ф | Табела групе Ф | Табела групе Ф |  |               |          |          |        |               |       |  | Домаћи | Домаћи | Домаћи | Домаћи | Домаћи | Домаћи | Домаћи | Гости | Гости | Гости | Гости | Гости | Гости | Гости |
|                | Репрезентација | И              | Д              | Н              | И              | ДГ             | ПГ             | ГР             | Бод.           |  | Северна Ирска | Румунија | Мађарска | Финска | Фарска Острва | Грчка |  | И      | Д      | Н      | И      | ДГ     | ПГ     | Бод.   | И     | Д     | Н     | И     | ДГ    | ПГ    | Бод.  |
| 1.             | Северна Ирска  | 10             | 6              | 3              | 1              | 16             | 8              | +8             | 21             |  | -             | 0:0      | 1:1      | 2:1    | 2:0           | 3:1   |  | 5      | 3      | 2      | 0      | 8      | 3      | 11     | 5     | 3     | 1     | 1     | 8     | 5     | 10    |
| 2.             | Румунија       | 10             | 5              | 5              | 0              | 11             | 2              | +9             | 20             |  | 2:0           | -        | 1:1      | 1:1    | 1:0           | 0:0   |  | 5      | 2      | 3      | 0      | 5      | 2      | 9      | 5     | 3     | 2     | 0     | 6     | 0     | 11    |
| 3.             | Мађарска       | 10             | 4              | 4              | 2              | 11             | 9              | +2             | 16             |  | 1:2           | 0:0      | -        | 1:0    | 2:1           | 0:0   |  | 5      | 2      | 2      | 1      | 4      | 3      | 8      | 5     | 2     | 2     | 1     | 7     | 6     | 8     |
| 4.             | Финска         | 10             | 3              | 3              | 4              | 9              | 10             | -1             | 12             |  | 1:1           | 0:2      | 0:1      | -      | 1:0           | 1:1   |  | 5      | 1      | 2      | 2      | 3      | 5      | 5      | 5     | 2     | 1     | 2     | 6     | 5     | 7     |
| 5.             | Фарска Острва  | 10             | 2              | 0              | 8              | 6              | 17             | -11            | 6              |  | 1:3           | 0:3      | 0:1      | 1:3    | -             | 2:1   |  | 5      | 1      | 0      | 4      | 4      | 11     | 3      | 5     | 1     | 0     | 4     | 2     | 6     | 3     |
| 6.             | Грчка          | 10             | 1              | 3              | 6              | 7              | 14             | -7             | 6              |  | 0:2           | 0:1      | 4:3      | 0:1    | 0:1           | -     |  | 5      | 1      | 0      | 4      | 4      | 8      | 3      | 5     | 0     | 3     | 2     | 3     | 6     | 3     |

## Резултати
| Грчка | 0:1    | Румунија          |
| ----- | ------ | ----------------- |
|       | Детаљи | Марика 10’ (пен.) |

| Мађарска    | 1:2    | Северна Ирска               |
| ----------- | ------ | --------------------------- |
| Пришкин 75’ | Детаљи | Макгин 81’ · К. Лаферти 88’ |

| Фарска Острва | 1:3    | Финска                        |
| ------------- | ------ | ----------------------------- |
| Холст 41’     | Детаљи | Риски 53’, 78’ · Еременко 82’ |

| Румунија    | 1:1    | Мађарска  |
| ----------- | ------ | --------- |
| Русеску 45’ | Детаљи | Џуџак 82’ |

| Финска    | 1:1    | Грчка       |
| --------- | ------ | ----------- |
| Хурме 55’ | Детаљи | Карелис 24’ |

| Северна Ирска              | 2:0    | Фарска Острва |
| -------------------------- | ------ | ------------- |
| Меколи 6’ · К. Лаферти 20’ | Детаљи |               |

| Грчка | 0:2    | Северна Ирска            |
| ----- | ------ | ------------------------ |
|       | Детаљи | Вард 9’ · К. Лаферти 51’ |

| Финска | 0:2    | Румунија        |
| ------ | ------ | --------------- |
|        | Детаљи | Станку 54’, 84’ |

| Фарска Острва | 0:1    | Мађарска  |
| ------------- | ------ | --------- |
|               | Детаљи | Салаи 21’ |

| Грчка | 0:1    | Фарска Острва |
| ----- | ------ | ------------- |
|       | Детаљи | Едмундсон 61’ |

| Мађарска | 1:0    | Финска |
| -------- | ------ | ------ |
| Гера 84’ | Детаљи |        |

| Румунија     | 2:0    | Северна Ирска |
| ------------ | ------ | ------------- |
| Пап 74’, 79’ | Детаљи |               |

| Мађарска | 0:0    | Грчка |
| -------- | ------ | ----- |
|          | Детаљи |       |

| Румунија   | 1:0    | Фарска Острва |
| ---------- | ------ | ------------- |
| Кешеру 21’ | Детаљи |               |

| Северна Ирска    | 2:1    | Финска      |
| ---------------- | ------ | ----------- |
| Лаферти 33’, 38’ | Детаљи | Садик 90+1’ |

| Финска | 0:1    | Мађарска   |
| ------ | ------ | ---------- |
|        | Детаљи | Стибер 82’ |

| Фарска Острва             | 2:1    | Грчка              |
| ------------------------- | ------ | ------------------ |
| Хансон 32’ · Б. Олсен 70’ | Детаљи | Папастатопулос 84’ |

| Северна Ирска | 0:0    | Румунија |
| ------------- | ------ | -------- |
|               | Детаљи |          |

| Грчка | 0:1    | Финска         |
| ----- | ------ | -------------- |
|       | Детаљи | Похјанпало 75’ |

| Мађарска | 0:0    | Румунија |
| -------- | ------ | -------- |
|          | Детаљи |          |

| Фарска Острва | 1:3    | Северна Ирска                    |
| ------------- | ------ | -------------------------------- |
| Едмундсон 36’ | Детаљи | Меколи 12’, 71’ · К. Лаферти 75’ |

| Румунија | 0:0    | Грчка |
| -------- | ------ | ----- |
|          | Детаљи |       |

| Финска        | 1:0    | Фарска Острва |
| ------------- | ------ | ------------- |
| Пањанпало 23’ | Детаљи |               |

| Северна Ирска    | 1:1    | Мађарска   |
| ---------------- | ------ | ---------- |
| К. Лаферти 90+3’ | Детаљи | Гузмич 74’ |

| Мађарска      | 2:1    | Фарска Острва |
| ------------- | ------ | ------------- |
| Беде 63’, 71’ | Детаљи | Јакобсен 11’  |

| Румунија    | 1:1    | Финска        |
| ----------- | ------ | ------------- |
| Хобан 90+1’ | Детаљи | Пањанпало 67’ |

| Северна Ирска                | 3:1    | Грчка        |
| ---------------------------- | ------ | ------------ |
| Девис 35’, 58’ · Магенис 49’ | Детаљи | Аравидис 87’ |

| Фарска Острва | 0:3    | Румунија                       |
| ------------- | ------ | ------------------------------ |
|               | Детаљи | Будеску 4’, 45+1’ · Максим 83’ |

| Финска      | 1:1    | Северна Ирска |
| ----------- | ------ | ------------- |
| Араиури 87’ | Детаљи | Катчарт 31’   |

| Грчка                                                  | 4:3    | Мађарска                       |
| ------------------------------------------------------ | ------ | ------------------------------ |
| Стафилидис 5’ · Тахцидис 57’ · Митроглу 79’ · Коне 86’ | Детаљи | Ловренчич 26’ · Немет 55’, 75’ |

## Стрелци
7 голова
| - Кајл Лаферти |

3 гола
| - Гарет Маколи | - Јоел Похјанпало |

2 гола
| - Данијел Беде - Кристијан Немет - Богдан Станку | - Константин Будеску - Паул Пап - Стивен Дејвис | - Јоан Симун Едмунудсон - Рику Риски |

1 гол
| - Костас Митроглу - Костас Стафилидис - Никос Карелис - Панајотис Коне - Панајотис Тахцидис - Сократис Папастопулос - Христос Аравидис - Адам Салаи - Балаж Џуџак - Герге Ловренчич - Золтан Гера | - Золтан Штибер - Ричард Гузмич - Тамаш Пришкин - Александру Максим - Клаудију Кешеру - Кипријан Марика - Овидију Хобан - Раул Русеску - Крег Кеткарт - Најал Макгин | - Џејми Вард - Џош Магенис - Брандур Олсен - Кристијан Холст - Роалдур Јакобсен - Халур Хансон - Берат Садик - Јарко Хурме - Паулус Арајури - Роман Еременко |